# أندريه ألداما
أندريه ألداما (مواليد 9 أبريل 1956) هو ملاكم كوبي، مثّل بلاده في الألعاب الأولمبية الصيفية في دورتي 1976 و1980.

## روابط خارجية
أندريه ألداما على موقع أوليمبيديا (الإنجليزية)